# Gà Babcock
Gà Babcock B-380 hay Gà Babcock 308 là giống gà công nghiệp hướng trứng cao sản có nguồn gốc từ Anh. Gà được nhập về Việt Nam và nuôi phù hợp với điều kiện nuôi ở miền Nam. Giống gà này đã được Nhà nước Việt Nam công nhận là một giống vật nuôi được phép sản xuất, kinh doanh, lưu hành tại Việt Nam.

## Đặc điểm
Gà thuần có lông màu nâu, mào đơn, thân hình nhỏ, nhẹ. Gồm 4 dòng, phân biệt giới tính bằng màu lông. Khối lượng cơ thể lúc 106 tuần tuổi là 2,1-2,2 kg. Sản lượng và khối lượng trứng lớn. Chúng có các dòng gồm Babcock White là giống gà kết hợp cân bằng giữa chất lượng trứng và năn xuất. Tiêu tốn thức ăn trên 10 trứng thấp và thích nghi trong nhiều điều kiện chăn nuôi. Babcock Brown là dòng gà thích nghi tốt ở nhiều môi trường khác nha. Sản lượng và khối lượng trứng lớn. 

## Sản lượng trứng
Mỗi năm con mái có thể đẻ 310 quả trứng. Trứng có vỏ màu nâu, nặng 60 - 62g. Tuổi đẻ quả trứng đầu tiên là 140-147 ngày. Tuổi đẻ đạt đỉnh cao 190 ngày. Sản lượng trứng 310 quả/mái/76 tuần tuổi. Khối lượng của trứng 62 gam. Tiêu tốn thức ăn/10 trứng 1,7 kg. Gà Babcock B - 380 bố mẹ thì tuổi đạt tỷ lệ đẻ 50 %, đến 150 - 161 ngày thì sản lượng trứng đến 76 tuần/mái đầu kỳ từ 305 - 325 quả. Thời gian đẻ trên 90%, từ 24 - 30 tuần khối lượng trứng từ 62,5 - 63,5 g/quả. Mức tiêu thụ thức ăn từ 109 - 118 g/com/ngày - Thể trong lúc 76 tuần tuổi là 2200g